# Front Populaire (stanice metra v Paříži)
Front Populaire je stanice linky 12 pařížského metra na hranici měst Saint-Denis a Aubervilliers severně od Paříže. Zprovozněna byla 18. prosince 2012. Stanice slouží především nové obchodní a obytné čtvrti se 605 novými domy a 92 000 m2 kancelářských prostor, která vznikla na místě bývalé průmyslové oblasti. Po prodloužení tramvajové linky 8 zde bude umožněn přestup. Otevření úseku ze stanice Porte de la Chapelle do Front Populaire byla první fáze, posléze byla linka 12 prodloužena dále přes stanici Aimé Césaire do Mairie d'Aubervilliers. Tento úsek byl zprovozněn v roce 2022.

## Název
V původním projektu se stanice jmenovala Proudhon - Gardinoux podle dvou křížících se ulic – Rue Proudhon v Saint-Denis a Rue des Gardinoux v Aubervilliers. Po smrti martinického básníka a politika Aimé Césaira v roce 2008 navrhl starosta města Drancy pojmenovat stanici na jeho počest. Společnost RATP však vyžaduje, aby hodonyma stanic vycházela z pomístních názvů. Stanice získala provizorní název Pont de Stains, který byl změněn na Aimé Césaire, když byl 6. července 2008 pojmenován přilehlý park Aimé Césaira.
Města, na jejichž území se stanice nachází, ale prosazovala název Proudhon-Gardinoux-Place du Front Populaire, kvůli náměstí, u kterého se sbíhaly obě ulice. Dne 9. února 2011 vydal svaz STIF tiskovou zprávu, ve které oznámil definitivní jméno nové stanice – Front Populaire.

## Vstupy
Z nově vybudovaného náměstí Place du Front Populaire je do stanice přístup čtyřmi vchody.

## Galerie

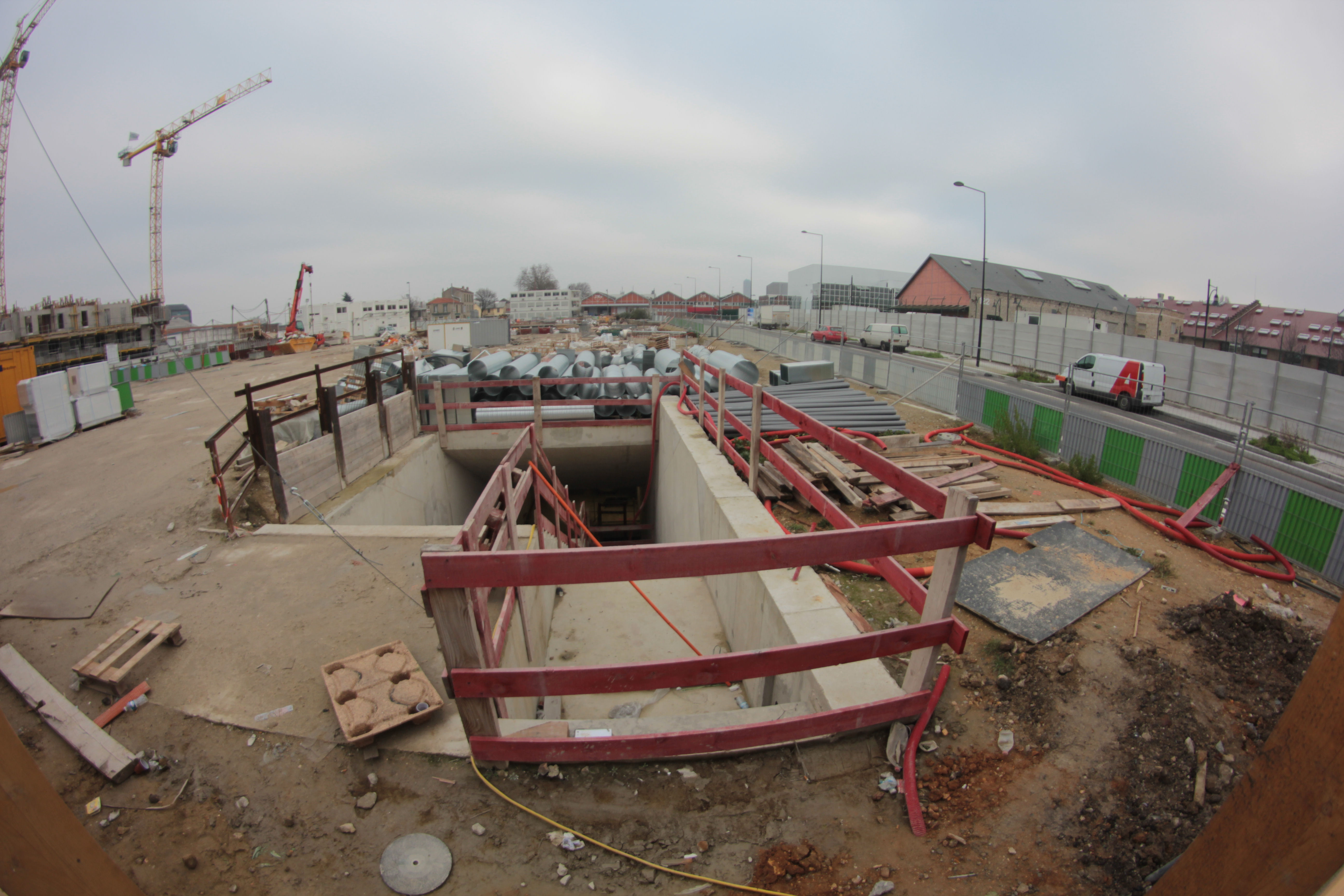
Výstavba vstupu do stanice
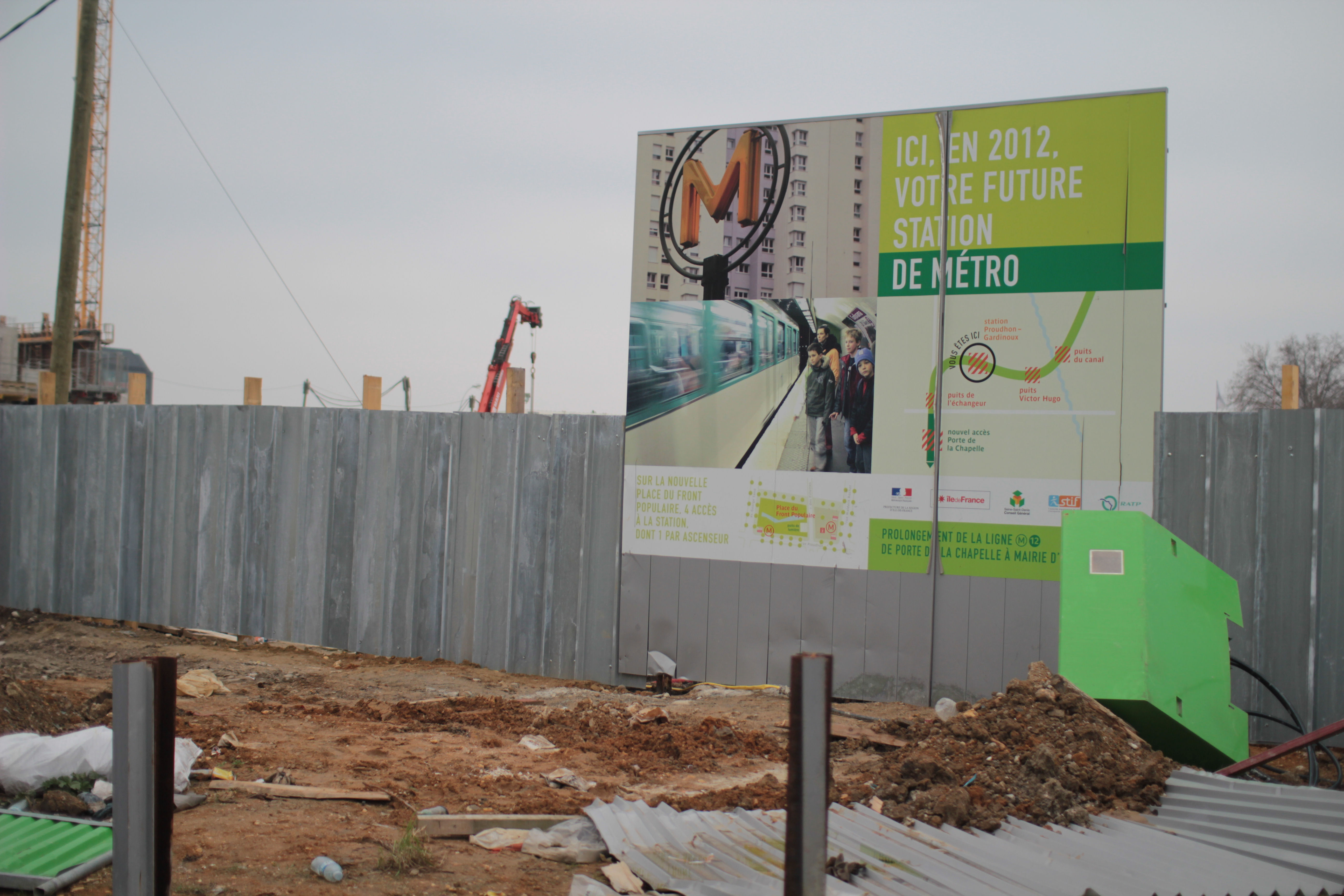
Plakát s informacemi o stavbě
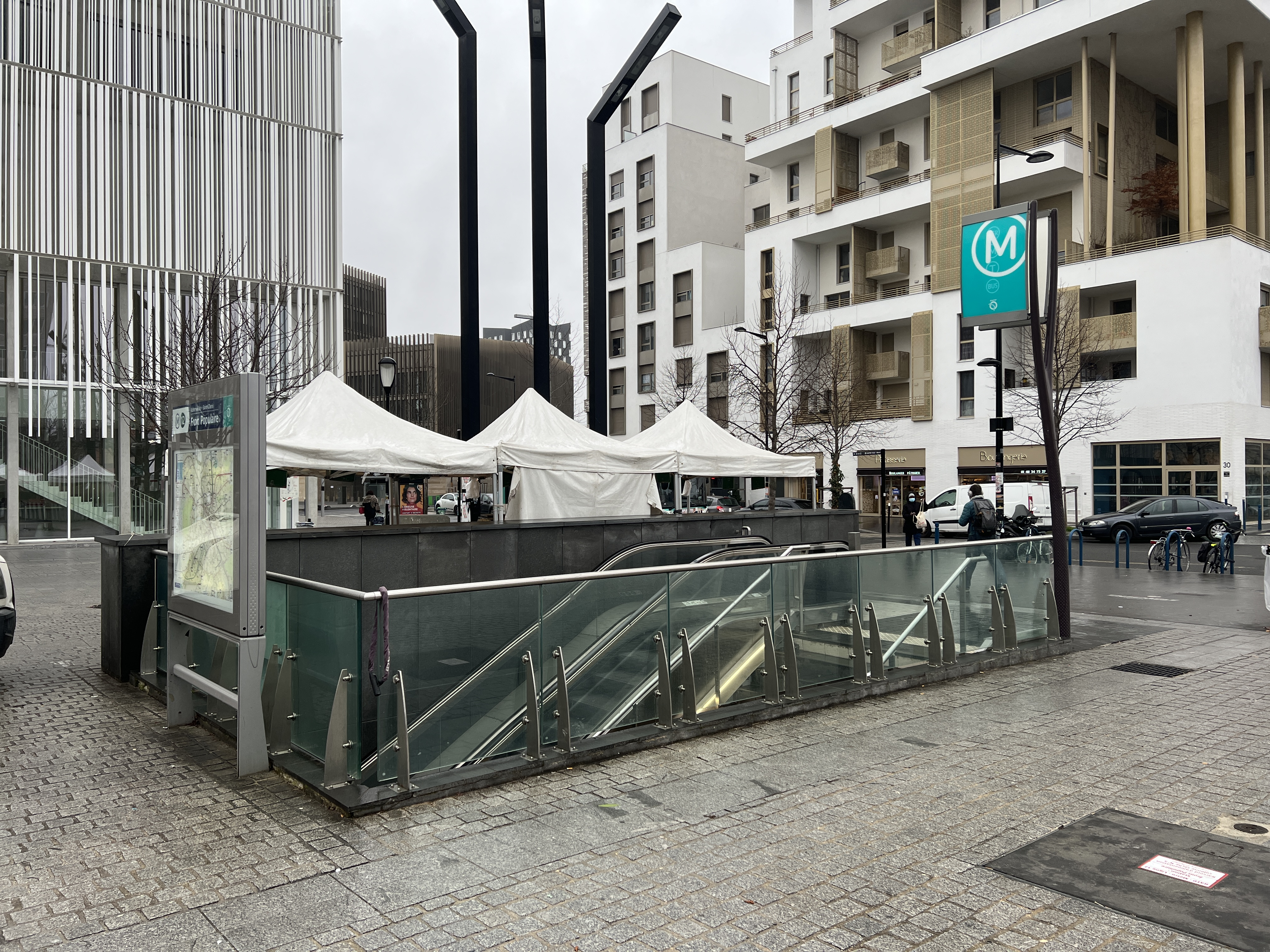
Vstup do stanice po dokončení
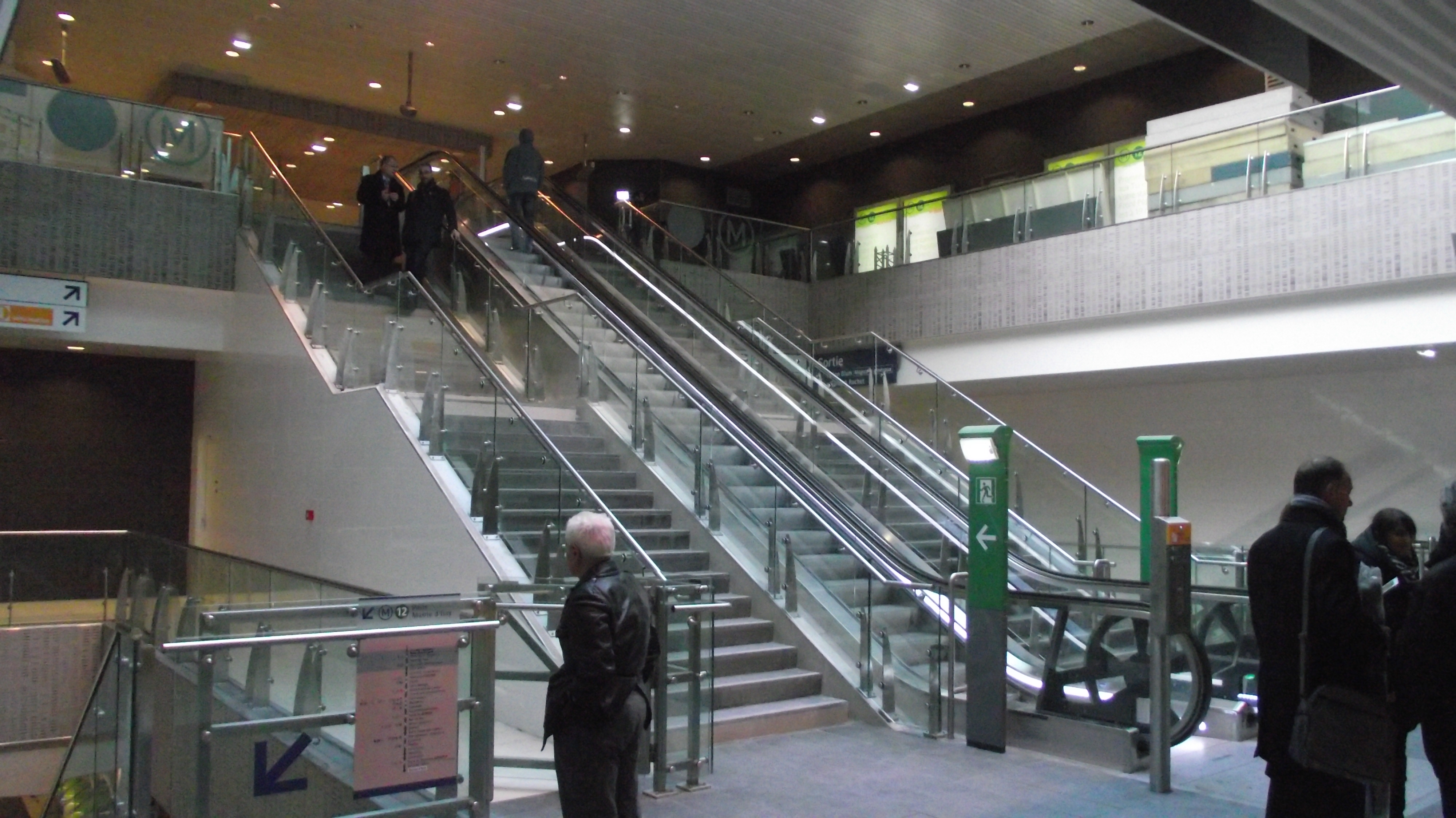
Vestibul stanice
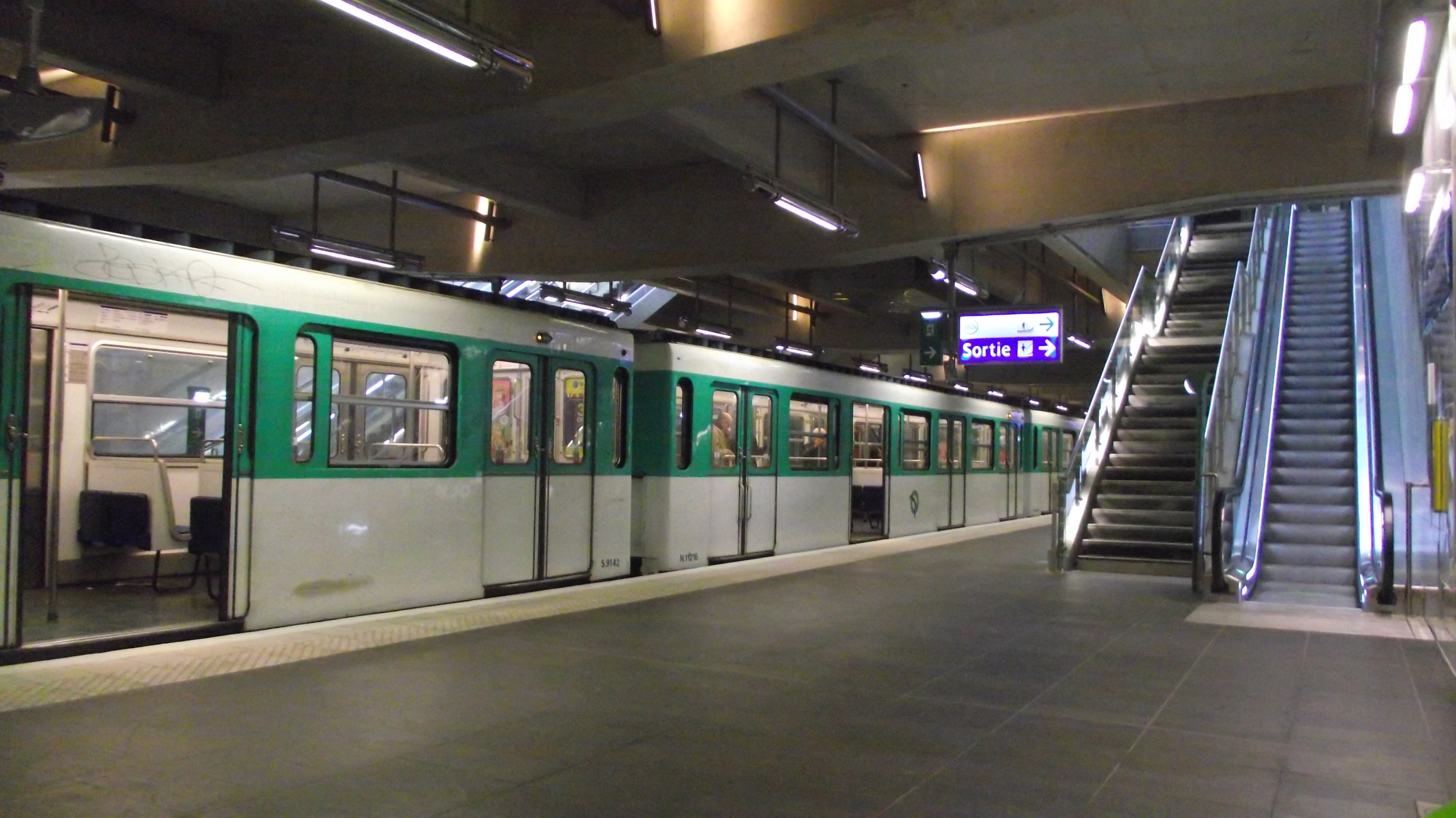
Nástupiště a souprava MF 67